# Družbena odgovornost podjetij
Družbena odgovornost podjetij (tudi družbena odzivnost, družbeno delovanje) je delovanje podjetja v korist podjetja samega in vseh njegovih deležnikov. Enotnega pogleda na družbeno odgovornost ni, govori pa se o obstoju treh krogov. Notranji krog se nanaša na osnovno odgovornost do učinkovitega delovanja ekonomske funkcije podjetja, vmesni krog upošteva družbene vrednote in prioritete, zunanji krog pa se nanaša na nove oblike odgovornosti, ki jih mora podjetje osvojiti, če želi prispevati k razvoju družbenega okolja . Izrazi za družbeno odgovornost so se z leti spreminjali, prav tako pa so se razlikovali glede na avtorje. 
Najbolj splošna opredelitev koncepta družbene odgovornosti jo predstavlja kot obveznost človeštva, da uresničuje skupne cilje . Delovanje družbe in njen razvoj je odvisen od delovanja vseh njenih organizacij, še posebej pa od podjetij, ki predstavljajo najvplivnejše institucije sodobnega sveta. Prav zato se pojem družbena odgovornost izrazito pojavlja v povezavi s podjetji. V splošnem pa jo lahko definiramo kot odgovornost vseh subjektov poslovanja, predvsem lastnikov in menedžerjev, ki stremijo k uresničevanju potreb in interesov okolja podjetja in podjetja samega. 

## Implicitna/eksplicitna odgovornost
Za implicitno družbeno odgovornost je značilno, da temelji na formalnih in neformalnih institucijah države, ki podjetjem predpisuje odgovornost. Vrednote norme in pravila, ki jih morajo upoštevati podjetja se pogosto izražajo v obliki predpisov in zakonov. Eksplicitna družbena odgovornost pa temelji na prostovoljnih politikah, programih in strategijah podjetja, ki po lastnem interesu naslavljajo probleme v družbi. Prisoten je le neformalen pritisk javnosti in deležnikov.

## Zgodovina družbene odgovornosti
Zametki misli o družbeni odgovornosti segajo v 19. stoletje v čas industrijske revolucije, ko se je začela skrb za zaposlene in filantropično razmišljanje. Diskurz o družbeni odgovornosti se je začel v 20. stoletju, še zlasti pa se je razvil v njegovi drugi polovici. Večina prvotne literature izhaja iz Združenih držav Amerike. Leta 1950 je izšla knjiga Družbena odgovornost podjetnika avtorja Howarda Bowena, ki se je zavzemal za to, da mora vodenje poslovanja voditi družbena odgovornost. Desetletje pozneje je Davis definiral družbeno odgovornost kot tiste odločitve in dejavnosti poslovnežev, ki jih ne vodijo zgolj neposredni ekonomski in tehnični interesi podjetja. Diskusija se razširi v 70. letih, ko se usmeri na ključna področja: onesnaževanje, dobrodelnost, lokalno skupnost, manjšine in podpori izobraževanju. Če se je o družbeni odgovornosti do 90. let govorilo predvsem v krogih strokovne javnosti, pa danes postala globalni trend.  

## Dimenzije družbene odgovornosti podjetij
Zeleni dokument za promocijo evropskih usmeritev za družbeno odgovornost podjetij natančno opredeljuje dve dimenziji družbene odgovornosti: notranjo, ki zadeva notranje deležnike podjetja, predvsem zaposlene in zunanjo, ki zadeva odgovornost do zunanjih deležnikov, kot so lokalna skupnost, organizacije in okolje. 
- Notranja dimenzija družbene odgovornosti daje velik poudarek na upravljanje s človeškimi viri, v okviru katerih je potrebno zagotoviti zaposlenim izobraževanja, dobro informiranje, dobre delovne pogoje, primerno plačilo in odgovorne prakse zaposlovanja. Zaposlenim je potrebno zagotoviti zdravje in varstvo pri delu, kar je vključeno tudi v mnoge certifikate. Potrebno je hitro prilagajanje spremembam ter upravljanje z naravnimi viri in vpliv podjetja na okolje.
- Zunanja dimenzija družbene odgovornosti poudarja pomen integracije in soodvisnosti podjetja z lokalno skupnostjo. Sodelovanje se navezuje na zagotavljanje delovnih mest, plačevanje davkov in skrb za okolje. Poudarja še pomen sodelovanja s poslovnimi partnerji, dobavitelji in potrošniki, ki na dolgi rok vpliva izredno pozitivno na poslovanje podjetja. Družbena odgovornost je povezana tudi z vprašanjem človekovih pravic in globalnimi okoljskimi vidiki. [3]

## Družbena odgovornost v krizi
Družbena odgovornost predstavlja dolgoročni uspeh podjetja in je smiselni cilj v kriznem obdobju. Omogoča izboljšanje delovne klime in motivacijo zaposlenih, krepi poslovno strategijo, predstavlja konkurenčno prednost, gradi na povezanosti med deležniki, predstavlja določeno stopnjo varnosti za investitorje in hkrati sili podjetja k transparentnosti.
Glavni namen družbeno odgovornega obnašanja podjetij je od skrbi za konkurenčnost tudi upoštevati druge in prispevati k reševanju okoljskih in družbenih problemov ter ustvarjati trajnostno družbo. S skrbjo za zaposlene podjetja skrbijo za večje zadovoljstvo in posledično večjo učinkovitost in kakovost dela. Višji ugled utrjuje poslovne povezave, zagotavlja zvestobo kupcev, omogoča kakovostno dobavno verigo in prinaša nove poslovne priložnosti. V vključevanje družbene odgovornosti v strategijo podjetja prispeva h konkurenčnemu položaju, pri tem pa so podjetju v pomoč osvojeni standardi, ki dokazujejo raven družbene osveščenosti podjetja in utrjujejo blagovno znamko. 

## Družbena odgovornost v Sloveniji
V Sloveniji se je koncept družbene odgovornosti pojavil razmeroma pozno. Eden prvih zapisov je bil članek Mojce Černigoj iz leta 1999, kjer se dotikaj okoljske problematike, odnosa do zaposlenih, povezanosti z lokalno skupnostjo in filantropije. (M-Č. prvi globalni standard za družbeno odgovornost podjetij). Ko tema se nato pojavi na več konferencah, kot so letna konferenca kakovosti Gorenjske, srečanje partnerjev SIQ ipd. Kmalu se je družbena odgovornost pojavila tudi kot eden izmed ekonomskih kazalcev v računovodskih poročilih. Razumevanje družbene odgovornosti podjetij v Sloveniji je implicitno, saj temelji na pravilih in zakonskih predpisih, ki od podjetja zahtevajo, da se ukvarja z družbenimi vprašanji. (Golob in podnar 2006a)

### Institucije, povezane z družbeno odgovornostjo v Sloveniji

#### IRDO
Inštitut za razvoj družbene odgovornosti (IRDO) je bil ustanovljen leta 2004 z namenom raziskovati in pospeševati razvoj družbene odgovornosti v Sloveniji in v svetu. Prizadeva si povezati vse ključne akterje na področju razvoja družbene odgovornosti (podjetja, vlada, civilna družba…) ter izvajati skupne aktivnosti in kampanje za osveščenost širše družbe o potrebnosti in pomenu družbene odgovornosti v Sloveniji. S svojim delovanjem inštitut IRDO prispeva k prenosu in prilagajanju tujega znanja ter konceptov slovenskim razmeram in potrebam, hkrati pa omogoča izmenjavo slovenskega znanja in izkušenj s tujimi strokovnjaki, podjetji in organizacijami. IRDO podjetjem in drugim zainteresiranim svetuje, kako poslovati družbeno odgovorno in kako se pri tem učinkovito povezovati z drugimi. Po svojih močeh vzpostavlja medijsko podporo razvoju družbene odgovornosti in izvaja druge naloge s področja razvoja in uveljavljanja družbene odgovornosti v Sloveniji. IRDo vsako leto prireja konferenco Družbena odgovornost in izzivi časa, s pomočjo katere želijo v slovenskem prostoru pomagati krepiti družbeno odgovornost. 

#### SSDO
Slovensko društvo za odnose z javnostmi (PRSS) je strokovno, nepridobitno, prostovoljno in samostojno nevladno krovno nacionalno združenje strokovnjakov za odnose z javnostmi in komunikacijski management. Povezuje vse, ki se ali pa se želijo dejavno ukvarjati z odnosi z javnostmi, organizacijskim komuniciranjem in komunikacijskim managementom. V okviru PRSS deluje Sekcija za spodbujanje družbene odgovornosti Arhivirano 2013-04-09 na Wayback Machine. (SSDO), katere temeljna naloga je dvigovanje nivoja družbene odgovornosti v slovenskih podjetjih in organizacijah, še posebej med člani PRSS in stroko odnosov z javnostmi. Prispevati želijo tudi k boljšemu razumevanju koncepta družbene odgovornosti v slovenskih podjetjih in organizacijah ter jih spodbujati k družbeno odgovornem ravnanju. Iniciativo pri tem pa mora v prvi vrsti prevzeti stroka odnosov z javnostmi. Zato v sekciji svoje člane osveščajo in jih vzpodbujajo k širjenju koncepta družbene odgovornosti v podjetjih in organizacijah, jih izobražujejo, predvsem pa jim predstavljajo priložnosti, ki jih družbeno odgovorno ravnanje prinaša za podjetja in organizacije. Naloga stroke odnosov z javnostmi je, da institucijam pomaga razumeti upravljanje z družbenimi temami, ki zadevajo njihove javnosti. Projekti, ki jih izvaja sekcija so Prostovoljec leta, Horus, Raziskava o razumevanju družbene odgovornosti in različna izobraževanja, ki jih pripravljajo na to temo.  

#### HORUS
Horus - slovensko nagrado za družbeno odgovornost podeljujeta SSDO in IRDO že od leta 2008. Nagrada je namenjena podjetjem, ki se zavedajo družbene odgovornosti na različnih področjih svojega delovanja, tako v odnosu do okolja, do svojih zaposlenih in drugih deležnikov podjetja ter pri razvoju izdelkov in storitev, in jo vključujejo v strateško vodenje ter poslovanje podjetja. Poslanstvo nagrade Horus je spodbujati celovitost v razmišljanju, inovativnost v delovanju in odgovornost pri poslovanju slovenskih podjetij. Z nagrado krepijo zavedanje o pomenu družbene odgovornosti za vse in opozarjajo na soodvisnost, ki se je še vse premalo zavedamo. Promovirati želijo primere dobre prakse v javnosti in s tem spodbujati podjetja k bolj odgovornemu in učinkovitemu poslovanju. 

#### EKVILIB
Ekvilib inštitut je neprofitna in neodvisna organizacija, ki deluje na področju družbene odgovornosti, človekovih pravic in razvojnega sodelovanja. V sklopu svojega delovanja spodbujajo in podpirajo politike in prakse, ki prispevajo k družbeni odgovornosti vseh akterjev v globalnem razvoju ter višji ravni uresničevanja človekovih pravic vseh ljudi. Pri svojem delu uporabljajo interdisciplinaren in strokoven pristop ter si prizadevajo za nenehno izpopolnjevanje in izobraževanje, tako samih sodelavcev inštituta kot širše javnosti. Pri svojem delu se osredotočajo na pomen človekovih pravic za večjo učinkovitost razvojnega sodelovanja, zvišanje ravni družbene odgovornosti vseh akterjev družbe ter raziskujejo spremembe, ki jih pravice naredijo v življenju izključenih posameznikov. 

#### Mreža za družbeno odgovornost Slovenije
Mreža za družbeno odgovornost Slovenije je stičišče podjetij in drugih organizacij, katerih skupni namen je promocija družbene odgovornosti, tako znotraj svojih podjetij in organizacij, kot v širšem družbenem prostoru. Ključne dejavnosti mreže so izmenjava znanja, uvajanje novosti in dobrih praks s področja družbene odgovornosti, ter osveščanje o prednostih, ki jih ta način delovanja prinaša, tako na nivoju posameznika, podjetja/organizacije kot celotne družbe. Poslanstvo Mreže za družbeno odgovornost Slovenije je promocija družbene odgovornosti ter povezava podjetij in drugih organizacij, ki stremijo k vključevanju družbene odgovornosti v svoje delovanje. Družbeno odgovornost razumejo kot skrb za družbo in naravno okolje skozi transparentno in etično delovanje. Dejavnost  mreže družbene odgovornosti temelji na informiranju in osveščanju o pomenu družbene odgovornosti, o pomenu vključevanja družbeno odgovornih strategij v delovanje podjetij in ostalih organizacij, o pozitivnih vplivih tega vključevanja in o dobrih praksah družbeno odgovornega delovanja. Dejavnosti mreže so osnovane na sodelovanju članov mreže na projektih, ki so usmerjeni k družbeno odgovornemu ravnanju. Člani sodelujejo pri aktivnostih v okviru mreže, lahko pa predlagajo svoje aktivnosti v skladu z načeli delovanja mreže družbene odgovornosti. 